# Corydalis dolichocentra
Corydalis dolichocentra är en vallmoväxtart som beskrevs av Z. Y. Su, Lidén. Corydalis dolichocentra ingår i släktet nunneörter, och familjen vallmoväxter. Inga underarter finns listade i Catalogue of Life.